# 26291 Terristaples
26291 Terristaples (tên chỉ định: 1998 SU106) là một tiểu hành tinh vành đai chính. Nó được phát hiện bởi dự án Nghiên cứu tiểu hành tinh gần Trái Đất Lincoln ở Socorro, New Mexico, ngày 16 tháng 9 năm 1998. Nó được đặt theo tên Terri Staples, an American educator ở Grand Forks, North Dakota.